# АмБАР
АмБАР (Американская бизнес-ассоциация русскоязычных профессионалов, англ. American Business Association of Russian-Speaking Professionals) — некоммерческая организация, созданная для развития предпринимательства и являющаяся неформальной платформой для русскоговорящего сообщества США. Штаб-квартира организации находится в городе Пало-Альто в Калифорнии.
Была основана в 2002 году группой предпринимателей и специалистов в области высоких технологий, работавших в ведущих компаниях Кремниевой долины, таких как Sun Microsystems, Intel Capital и Draper Fisher Jurvetson. Группа ассоциации в профессиональной социальной сети LinkedIn в августе 2011 года насчитывала 1900 членов — инженеров, маркетологов, юристов, финансистов, венчурных капиталистов, инвесторов, и представителей других профессий[значимость факта?].
Является главным организатором ежегодной инвестиционно-технологической конференции «Открытые двери в Кремниевую долину». В мае 2010 года совместно «Роснано» организовала визит делегации глав ведущих венчурных фондов США в Москву.
В июле 2011 года ассоциацией подписано соглашение о сотрудничестве с Томской областью, стороны договорились о сотрудничестве и взаимном представлении интересов в целях развития инновационного бизнеса и содействия выходу компаний на высокотехнологичные рынки США.